# الجميلية (إدلب)
الجميلية قرية سورية تتبع ناحية دركوش في منطقة جسر الشغور في محافظة إدلب. بلغ عدد سكانها 612 نسمة في عام 2004 حسب إحصاء المكتب المركزي للإحصاء.